# The Golden Ratio (album)
Albums de Ace of Base
Platinum & Gold
(2010) Playlist: The Very Best of Ace of Base
(2011)
The Golden Ratio est le cinquième album du groupe suédois Ace of Base. Il a été enregistré entre 2009 et 2010. C'est le premier album du groupe comme Ace.of.Base qui inclut deux nouvelles chanteuses Clara Hagman et Julia Williamson.
Cependant les premières chanson de l'album avaient été enregistrées avec les chanteuses d'origine, dont Jenny Berggren à la voix principale.
The Golden Ratio marque le retour du groupe avec un album original depuis 2002 et  Da Capo.

## Liste des pistes
| No  | Titre                         | Producteur(s)                                                      | Durée |
| --- | ----------------------------- | ------------------------------------------------------------------ | ----- |
| 1.  | All for You                   | The Sign, Jonas Saeed                                              | 3:38  |
| 2.  | Blah, Blah, Blah on the Radio | The Sign, original co-production Henry Bergström                   | 3:48  |
| 3.  | The Golden Ratio              | The Sign, Jonas Saeed                                              | 3:47  |
| 4.  | Southern California           | The Sign, Kasper Lindgren                                          | 3:15  |
| 5.  | Told My Ma                    | The Sign, Henry Bergström, Ari Le Tennen                           | 3:50  |
| 6.  | Black Sea                     | The Sign                                                           | 3:42  |
| 7.  | One Day                       | The Sign, Harry Sommerdahl, original co-production Henry Bergström | 3:02  |
| 8.  | Juliet                        | Henry Bergström, The Sign, Harry Sommerdahl, Peter Bergström       | 3:14  |
| 9.  | Precious                      | The Sign, original co-production Henry Bergström                   | 3:52  |
| 10. | Vision in Blue                | The Sign, original co-production Henry Bergström                   | 3:56  |
| 11. | Mr. Replay                    | The Sign, Ari Le Tennen, Magnus Vänttinen                          | 4:17  |
| 12. | Who Am I                      | The Sign, One Life Publishing                                      | 3:05  |
| 13. | Doreen                        | The Sign, Ari Le Tennen                                            | 3:37  |

### iTunes bonus track
| No  | Titre                              | Producteur(s) | Durée |
| --- | ---------------------------------- | ------------- | ----- |
| 14. | All for You (The Disco Boys Remix) |               | 6:02  |

### US iTunes bonus track[2]
| No  | Titre                            | Producteur(s) | Durée |
| --- | -------------------------------- | ------------- | ----- |
| 14. | All for You (Club Version)       |               | 4:03  |
| 15. | All for You (The Sign Dub Remix) |               | 4:42  |

## Charts
| Chart                      | Meilleure position |
| -------------------------- | ------------------ |
| Allemagne                  | 20                 |
| Suisse                     | 100                |
| Corée du Sud               | 23                 |
| Billboard European Top 100 | 86                 |